# Quentin N'gakoutou
Quentin N'gakoutou (Bangui, República Centroafricana, 19 de mayo de 1994) es un futbolista centroafricano que se desempeña como delantero y actualmente juega en el Bourges 18 del Championnat National 3 francés. Es hermano del también futbolista Yannis N'Gakoutou.

## Clubes
| Club                              | País    | Año         |
| --------------------------------- | ------- | ----------- |
| AS Monaco II                      | Mónaco  | 2011 - 2018 |
| AC Arles (cedido)                 | Francia | 2014 - 2015 |
| FC Lausanne-Sport (cedido)        | Suiza   | 2015        |
| Évian Thonon Gaillard FC (cedido) | Francia | 2015 - 2016 |
| Union Saint-Gilloise (cedido)     | Bélgica | 2017        |
| Bourges 18                        | Francia | 2019 -      |